# 佩霍維采
佩霍維采是波蘭的城鎮，位於該國西南部，距離耶萊尼亞古拉10公里，由下西里西亞省負責管轄，始建於十四世紀初，面積43.22平方公里，最高點海拔高度480米，2006年人口6,494。
50°51′20″N 15°37′08″E / 50.85556°N 15.61889°E